# Cosme Spessotto
Cosme Spessotto Zamuner O.F.M, de nombre secular Santí Spessotto Zamuner (Mansuè, Italia, 28 de enero de 1923-San Juan Nonualco, El Salvador, 14 de junio de 1980), fue sacerdote de la Iglesia católica y párroco de la Ciudad de San Juan Nonualco, El Salvador desde el 8 de octubre de 1953 hasta su martirio y muerte en 1980.

## Biografía

### Infancia y juventud
Santí, nació el 28 de enero de 1923, en Mansuè, un pueblo de la provincia de Treviso, de la región Véneto en el Noroeste de Italia.
Era el tercero de diez hijos del matrimonio integrado por Vitorio Spessotto y Josefina Zamuner, quienes muy religiosos y humildes campesinos. A dos días de su nacimiento fue bautizado con el nombre de Santí (Santos).
Su tía paterna, María, había sido monja (Hermana de la Misericordia de Verona), y durante su noviciado contrajo una enfermedad en los huesos, por ello tuvo que retirarse de la vida religiosa,  dedicándose a cuidar a sus sobrinos, entre ellos Santí, a quienes enseñaba la doctrina cristiana y ayudaba a hacer sus tareas escolares.
Reunía a todos los niños, les narraba historias de santos y enseñaba oraciones, fue ella el pilar fundamental en la vocación para el sacerdocio que nació en el pequeño Santí.
Éste recibió a los nueve años el sacramento de la confirmación, siempre ayudó a sus padres en las labores agrícolas y manifestó a su padre el deseo de irse al seminario, pero por su condición económica no tenían los medios para poder sufragar los gastos que implicaba.

### Llamado al Sacerdocio
Cuando tan sólo contaba con diez años sintió el llamado del Señor al Sacerdocio, insistió a su padre para que lo enviara al seminario, pero era difícil.
Unos frailes del Convento franciscano Santuario-Basilica Madonna dei Miracoli (Basílica - Santuario Nuestra Señora de los Milagros) de Motta di Livenza realizaron una misión popular en Mansuè, después de una Santa Misa el pequeño Santí se acercó a uno de ellos y le preguntó: ¿cuánto se necesita para ser sacerdote franciscano?, respondiéndole el fraile que ni un céntimo, sólo tener la vocación, mucha fuerza de voluntad para servir a Dios y a los demás. El joven Santí corrió junto a su padre a exigirle que le permitiera irse al seminario, logró convencerle y fue así que el 3 de septiembre de 1935, Santí Spessotto Zamuner partió para el Convento de San Daniele ubicado en Lonigo, llevando consigo en su valija la ropa que su tía María le había preparado, así como unos pocos ahorros para algunos gastos indispensables. En la estación del ferrocarril le dijo a su padre: «Ahora yo te llamo padre, pero un día tú me llamarás padre».

### Formación Sacerdotal

#### Noviciado
El 16 de septiembre de 1939, Santí inició su año de noviciado en calidad de Clérigo. Recibió el hábito franciscano y con el cambio de nombre, optó por «Cosme» uno de los primeros mártires de la Iglesia. Todo esto se desarrolló en el Convento San Pancracio en Barbarano Vicentino, ubicado en un lugar solitario, sobre una colina, allí se vivía bajo el lema «O beata solitudo, o sola beatitudo». Finalizado el año de noviciado, el 17 de septiembre de 1940, Fray Cosme hizo su primera profesión de los votos monásticos; prometió a Dios vivir en pobreza, obediencia y castidad, según la regla de San Francisco de Asís.

#### Clérigo

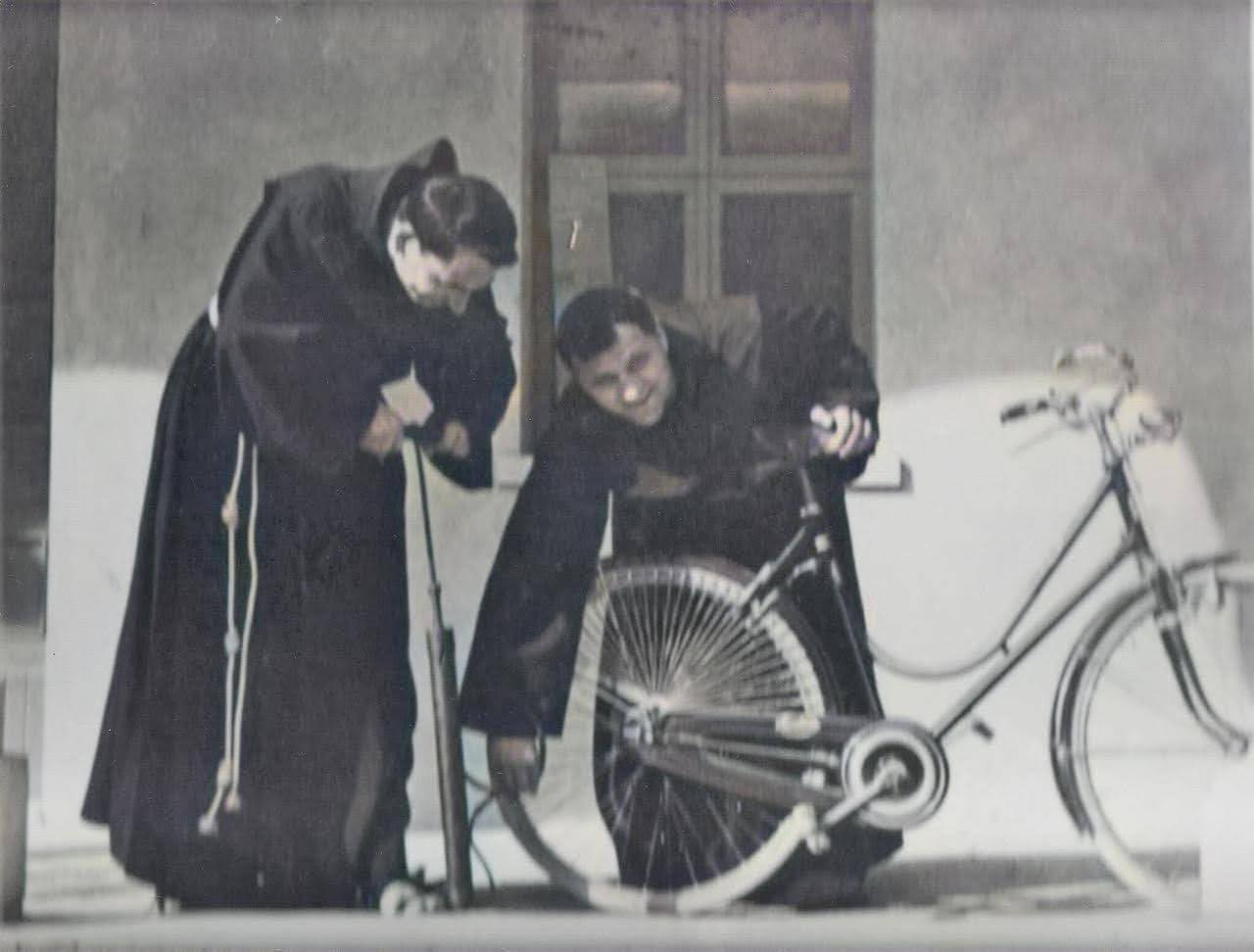
Los beatos Tullio Maruzzo y Cosme Spessotto en Guatemala durante un retiro, ambos mártires.

El tiempo de la formación filosófica y teológica de Fray Cosme coincidió con el período de la Segunda Guerra Mundial. Su primer año de estudios humanísticos lo realizó en el Convento del Santuario di Sant'Antonio (Santuario de San Antonio) en Gemona del Friuli. Los acontecimientos bélicos obligaron transferir a los estudiantes al Convento de San Francisco en la ciudad de Padua. El último año de filosofía lo cursó en el Convento San Pancracio en Barbarano Vicentino, donde fueron trasladados los estudiantes para evitar los riesgos de los bombardeos aéreos. El primer año de teología lo cursó en el Convento del Santuario di Madonna di Rosa (Santuario de Nuestra Señora de la Rosa), en San Vito al Tagliamento, en dicho Convento Fray Cosme fue intervenido quirúrgicamente a causa de una úlcera, debido la situación bélica no era posible el uso de anestesia, Fray Cosme se sometió a la operación soportando los dolores, pidió a una monja que le diera un crucifijo y apretándolo en su mano logró soportar todo, provocando la admiración del personal médico.

Durante el bombardeo de 31 de diciembre de 1944 y su sucesor de 22 de marzo de 1945 el Convento y el Santuario di Madonna di Rosa (Santuario de Nuestra Señora de la Rosa) fueron destruidos por lo que los estudiantes tuvieron que refugiarse nuevamente en el Convento San Pancracio en Barbarano Vicentino, donde Fray Cosme hizo su consagración total y perpetua, el 19 de marzo de 1944, prometiendo anunciar el Evangelio a los fieles, para dirigirlos y para celebrar el culto divino, viviendo en pobreza, castidad y obediencia para toda la vida.

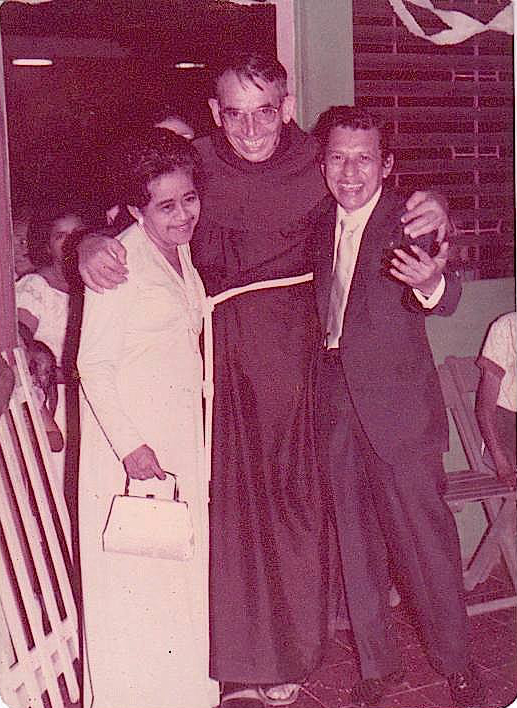
Fray Cosme Spessotto departiendo en los 25 Años Matrimonio de Mariano Guevara Contreras y Bertila Segura el 9 de enero de 1980

#### Sacerdocio
Fray Cosme, tras haber sustentado sus estudios finales, fue Ordenado Sacerdote el 27 de junio de 1948 en la Basílica de Santa Maria della Salute (Basílica de Nuestra Señora de la Salud). Desde que estuvo en el Colegio Seráfico sintió el deseo de irse un día como misionero a tierras lejanas.
En aquellos días la Provincia italiana de San Antonio de Padua en Véneto, tenían misión en la China Central, tiempo en el que Mao Tse-Tung estaba al frente de la revolución maoísta que perseguía y mataba a los sacerdotes que osaran predicar la religión occidental, el cristianismo. Fray Cosme fue el primero que en reiteradas ocasiones solicitó ser enviado a China a misionar, aun con el riesgo que ello conllevaba, pero la situación bélica lo impedía y recibió siempre negativas a su solicitud. Su familia era la primera que se oponía a que él fuese a China. Su madre Josefina, le dijo: si vas a China los revolucionarios te van a matar, a lo que él respondió: Si me matan, me voy al cielo y ahí nos encontraremos. A lo que repuso su mamá: ¿no hay lugares en Italia donde haya necesidad de sacerdotes? Aquí puedes hacer tanto bien. Pero que Dios guíe tus pasos y te proteja en tu misión.

### En El Salvador
Desde sus inicios Fray Cosme manifestó su deseo de ir a misionar a África o China, ya que la guerra civil que impulsó Mao Tse-Tung, cerró las puertas a esa posibilidad. En Centroamérica existía crisis religiosa por el descuido del clero de cara a  sus fieles. Monseñor José María Castelli O.F.M, con sede en Guatemala se reunió con los demás Obispos de Centroamérica a fin de pedirles su apoyo para solventar la situación, acordaron enviar una carta al Superior de la Provincia italiana de San Antonio de Padua en Véneto, solicitándole sacerdotes para el rescate de la Iglesia, dicha solicitud fue aceptada y en poco tiempo fueron enviados tres sacerdotes, entre ellos Fray Cosme, el 9 de marzo de 1950 se embarcó en el Puerto de Génova juntamente con otros dos sacerdotes, llegando al Puerto de La Unión, en El Salvador el 4 de abril de 1950. Fueron asignados a las parroquias que más necesitaban sacerdote.

#### San Pedro Nonualco,El Salvador
A Fray Cosme le fue asignada la Parroquia de San Pedro Nonualco, Departamento de La Paz. Lugar donde desde su llegada logró ganarse el cariño y respeto de los lugareños, a fuerza de trabajo y vida ejemplar, organizó grupos de oración entre los fieles, así como directivas para realizar actividades y colectas con el fin de comprar cinco campanas para la Iglesia, lo cual en poco tiempo fue una realidad, dichas campanas las mandó traer desde Italia. Atendió por espacio de tres años dicha Parroquia que constaba de tres municipios, San Pedro Nonualco, Santa María Ostuma y Mercedes La Ceiba. Al cabo de un tiempo fue transferido a otro municipio del Departamento de La Paz, San Juan Nonualco.

#### San Juan Nonualco,El Salvador
Se le asigna la Parroquia de San Juan Nonualco el 8 de octubre de 1953, la Iglesia estaba en ruinas y Fray Cosme retomó las palabras que Cristo de San Damián dijo a San Francisco de Asís cuando estaba en la capilla de San Damián: «Francisco, vete y repara mi iglesia, que se está cayendo en ruinas.». Fray Cosme inició la ardua labor de construir una moderna y funcional Iglesia, realizando actividades, colectas y suplicando ayuda a toda persona que se puso en su camino, logrando su cometido en varias etapas, el 2 de junio de 1960 se colocó la primera piedra a cargo de Monseñor Pedro Arnoldo y Quintanilla Obispo de la diócesis de San Vicente, a la que pertenecía San Juan Nonualco. Veinticuatro años duró dicha obra, culminada con el esfuerzo y ayuda de personas altruistas nacionales y extranjeras.
Denunció constantemente las injusticias que se cometían durante la guerra, ayudó a los afectados por la guerra civil salvadoreña (1980 - 1992), ayudaba a enfermos y cuantos le necesitaran en su Jeep Samaritano; ayudaba a los pobres. Al extremo de recoger los cadáveres en descomposición y darles cristiana sepultura a costa de exponer su vida a una venganza por parte de las autoridades, el fraile no hacía distinción entre bandos decía: «A todos los he bautizado, todos son hijos de Dios». Ayudó a catequistas y sacristanes a construir sus viviendas, nunca escatimó esfuerzos para ir a visitar a enfermos y necesitados en cualquier momento, aun sacrificando sus horas de descanso, nunca dijo no a cuantos le pedían su ayuda.
Asesinaron a seis jóvenes. Las madres eran de la Guardia del Santísimo. Eran pobres. Cosme dio 75 colones a cada una. Los sepultaron cristianamente. Después el Padre quiso celebrar la misa en la Ermita. Nadie le dio las llaves. Se las habían ocultado maliciosamente. Él celebró la misa igualmente delante de la Ermita. Le encantaba sembrar uvas y compartirlas, sobre todo, con los niños y niñas del pueblo a quienes era cercano: Se quedaba a jugar con los acólitos, en bicicleta, patineta u otro juego. Promovió movimientos como Caballeros de Cristo Rey; impartía catequesis; era eminentemente eucarístico y mariano: Preparaba catequistas. Hacía retiros. Predicaba incansablemente. Hasta escribía folletos de apologética. No quería católicos cobardes, sino valientes como buenos y heroicos soldados de Cristo. Era un sacerdote comprometido.
A finales de mayo de 1980 fue ingresado en la Policlínica Salvadoreña por complicaciones en el hígado, se le diagnosticó leucemia, cuando estaba convaleciente, hubo de reposar en el Seminario Menor Fray Junípero Serra en Planes de Renderos, Departamento de San Salvador, no le impedía visitar su Parroquia.

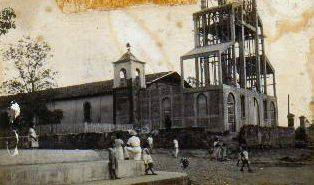
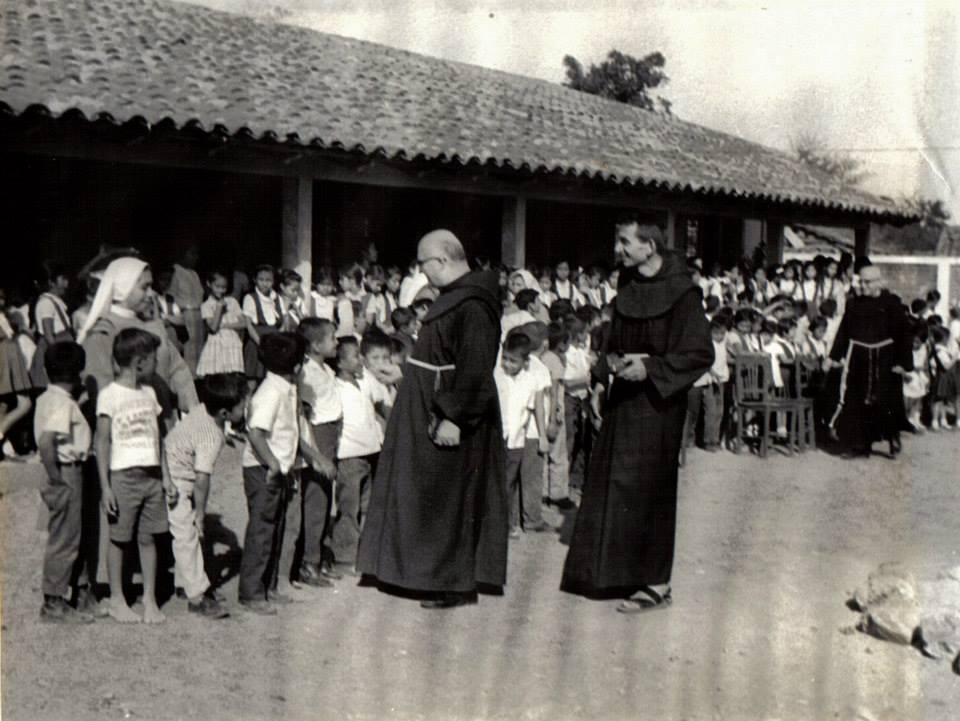
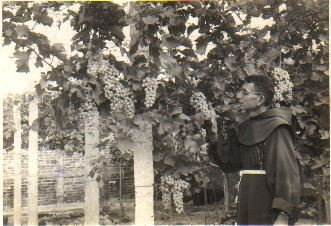

### Muerte

#### Amenazas de muerte
Por ningún lado se atisba que este sacerdote fuera un subversivo, comunista; pero, las amenazas empezaron a llegar: Los subversivos… que lo controlaban, minutos antes de abordar el jeep en que nos conducíamos le mancharon con spray color rojo el asiento de él, escribiéndole las letras: B.P.R., al revés para que cuando él se sentara le quedaran marcadas correctamente. Le enviaban anónimos que no detenían su misión: Destruya y queme los anónimos, no quiero que alguien tenga que sufrir por eso después de mi muerte, solía decir.

#### Asesinato

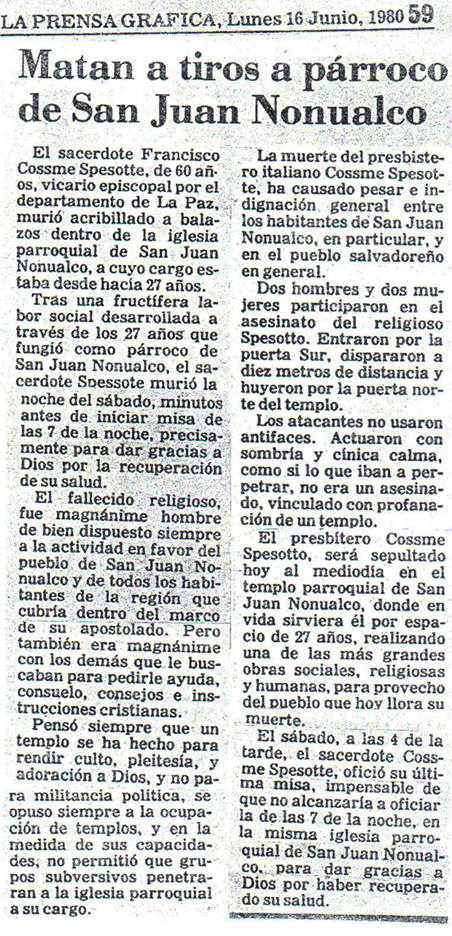
Titular de La Prensa Gráfica del 16 de junio de 1980

El sábado 14 de junio de 1980, aproximadamente las 19:00 horas, mientras oraba antes de oficiar la Santa Misa por su recuperación, fue abatido a balazos por desconocidos, frente al altar mayor de su Iglesia parroquial. En muchas ocasiones la Iglesia parroquial de San Juan Nonualco quiso ser tomada por la Guerrilla como por la FAES algo que Fray Cosme nunca permitió. 
Se llegó al punto de haber recibido en varias ocasiones notas anónimas donde se le amenazaba de muerte si no abandonaba San Juan Nonualco. Valientemente asumió el riesgo, escribió una carta (Testamento Espiritual del Siervo de Dios Fray Cosme Spessotto) donde aceptaba su martirio y perdonaba a sus verdugos, instaba a sus feligreses a ser valientes soldados de Cristo con promesa que continuaría ayudándolos desde el cielo.

#### Testamento espiritual
Presiento que, de un momento a otro, personas fanáticas me pueden quitar la vida.

Pido al Señor que a momento oportuno me dé fortaleza para defender los derechos de Cristo y de la Iglesia.
Morir mártir sería una gracia que no merezco. Lavar con la sangre, vertida por Cristo, todos mis pecados, defectos y debilidades de la vida pasada, sería un don gratuito del Señor.
De antemano perdono y pido al Señor la conversión de los autores de mi muerte. Agradezco a todos mis feligreses que, con sus oraciones y con sus manifestaciones de aprecio, me han animado a darles el último testimonio de mi vida, para que ellos también sean buenos soldados de Cristo.

Espero seguir ayudándoles desde el cielo.
F. Cosme Spessotto.

## Obras
- Construcción de la Parroquia San Juan Bautista en San Juan Nonualco
- Fundador de la Escuela Parroquial (Complejo Educativo Católico Juan XXIII) de San Juan Nonualco
- Cofundador de la Escuela de Niñas (Complejo Educativo Profesor Felipe Huezo Córdova) de San Juan Nonualco

## Proceso de canonización

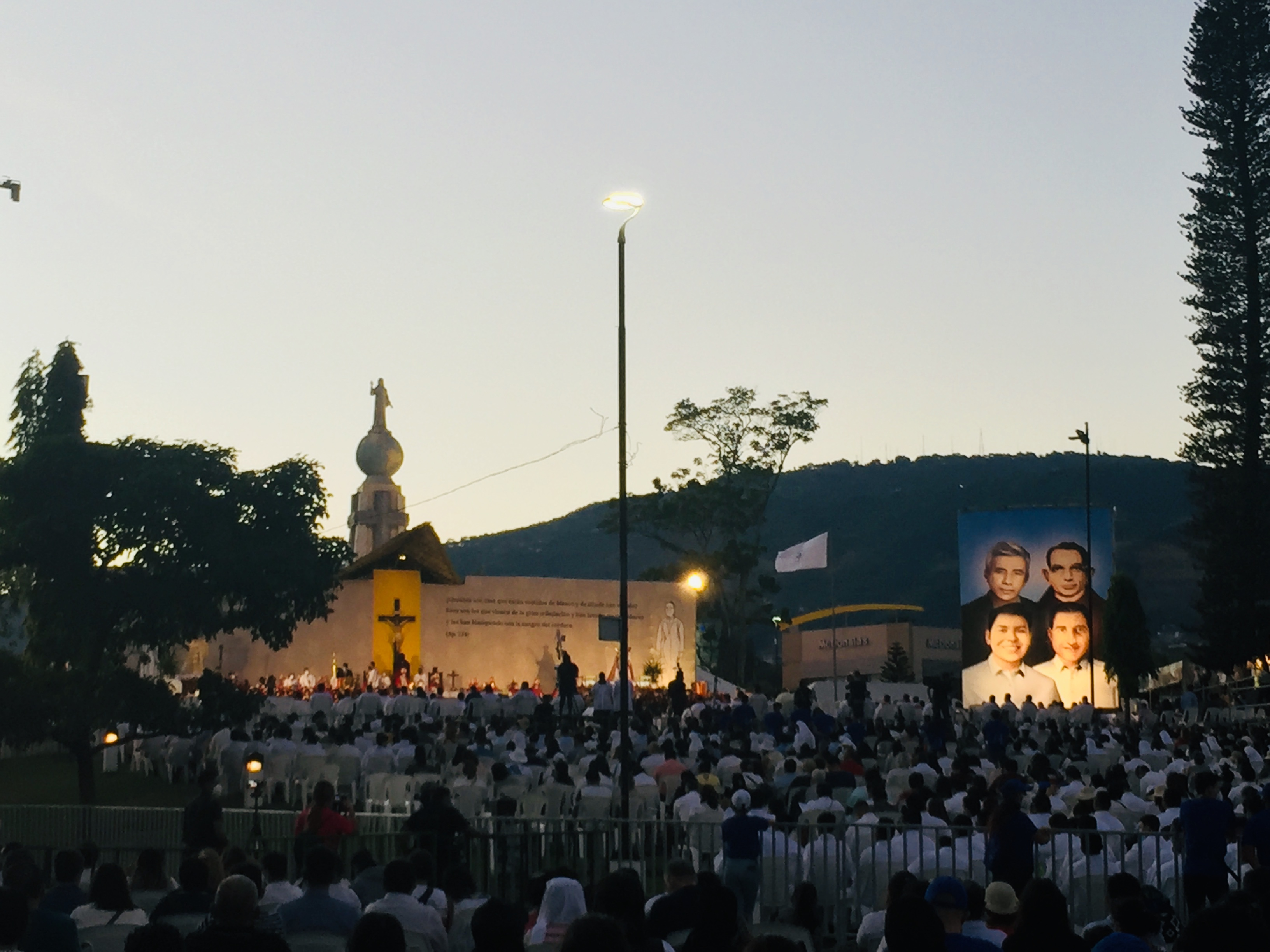
Misa de beatificación de Rutilio Grande, Manuel Solórzano, Nelson Rutilio Lemus y fray Cosme Spessotto.

El 28 de agosto de 2021 se anunció su beatificación junto con la de otros mártires de la guerra civil, la cual fue programada para el sábado 22 de enero de 2022.

### Beatificación
La beatificación tuvo lugar el 22 de enero de 2022 en la Plaza Salvador del Mundo, a cargo del cardenal Rosa Chávez, junto con la de Rutilio Grande, Manuel Solórzano y Nelson Rutilio Lemus, quien llamó a los salvadoreños a “recuperar la memoria” y “recuperar espíritu de los Acuerdos de Paz.